# Orechová
Orechová (ungarisch Dióska – bis 1907 und 1939–1945 Orehova, älter auch Orechova) ist eine Gemeinde im äußersten Osten der Slowakei mit 250 Einwohnern (Stand 31. Dezember 2024), die zum Okres Sobrance, einem Kreis des Košický kraj, gehört.

## Geographie
Die Gemeinde befindet sich im Osten des Ostslowakischen Tieflands am Übergang von der Ebene in das östlich gelegene Hügelland, am Bach Orechovský potok im Einzugsgebiet des Uh. An den Hängen östlich des Ortes wird Weinbau betrieben. Das Ortszentrum liegt auf einer Höhe von 141 m n.m. und ist sechs Kilometer von Sobrance entfernt.
Nachbargemeinden sind Vojnatina im Norden, Kolibabovce im Nordosten und Osten, Koromľa im Südosten, Krčava im Süden, Sejkov im Südwesten, Ostrov im Westen und Tibava im Nordwesten.

## Geschichte
Das Gemeindegebiet wurde in der Altsteinzeit besiedelt. Es gab hier Funde von Hügelgräbern der jungsteinzeitlichen Kultur ostslowakischer Hügelgräber, von Siedlungen aus der Jungbronze- und Latènezeiten sowie einer slawischen Siedlung aus der Zeit des Mährerreichs. 
Orechová wurde zum ersten Mal 1299 als Oryhwan schriftlich erwähnt, weitere historische Bezeichnungen sind unter anderen Orehwa (1439) und Orohova (1444). Das Dorf war Teil des Herrschaftsgebiets von Großmichel und Tibava, im 19. Jahrhundert besaß die Familie Widder die Ortsgüter. 1427 war keine Steuer fällig. 1828 zählte man 36 Häuser und 316 Einwohner, die als Landwirte tätig waren.
Bis 1918/1919 gehörte der im Komitat Ung liegende Ort zum Königreich Ungarn und kam danach zur Tschechoslowakei beziehungsweise heute Slowakei. In der Zeit der ersten tschechoslowakischen Republik waren die Einwohner weiterhin als Landwirte beschäftigt. Als Folge des Slowakisch-Ungarischen Kriegs war der Ort von 1939 bis 1944 noch einmal Teil Ungarns. Nach dem Zweiten Weltkrieg wurde die örtliche Einheitliche landwirtschaftliche Genossenschaft (Abk. JRD) 1952 gegründet, ein Teil der Einwohner pendelte zur Arbeit in Industriebetriebe in Košice.

## Bevölkerung
| Jahr                | 1994 | 2004    | 2014    | 2024    |
| ------------------- | ---- | ------- | ------- | ------- |
| Anzahl der Personen | 231  | 249     | 262     | 250     |
| Unterschied         |      | +7,79 % | +5,22 % | −4,58 % |

| Jahr                | 2023 | 2024    |
| ------------------- | ---- | ------- |
| Anzahl der Personen | 241  | 250     |
| Unterschied         |      | +3,73 % |

Nach der Volkszählung 2011 wohnten in Orechová 251 Einwohner, davon 231 Slowaken, 15 Roma sowie jeweils ein Magyare und Ukrainer. Drei Einwohner machten keine Angabe zur Ethnie.
121 Einwohner bekannten sich zur griechisch-katholischen Kirche, 101 Einwohner zur römisch-katholischen Kirche, acht Einwohner zur reformierten Kirche sowie jeweils vier Einwohner zur Evangelischen Kirche A. B. und zur orthodoxen Kirche. Neun Einwohner waren konfessionslos und bei vier Einwohnern wurde die Konfession nicht ermittelt.

## Bauwerke
- griechisch-katholische Dreifaltigkeitskirche Schutz aus den Jahren 1901–1904, nach Beschädigung im Zweiten Weltkrieg wurde die Kirche 1947 erneuert[6]

## Verkehr
Durch Orechová passiert die Cesta I. triedy 19 („Straße 1. Ordnung“) von Sobrance zur ukrainischen Grenze bei Vyšné Nemecké.